# Gorgos (Töpfer)

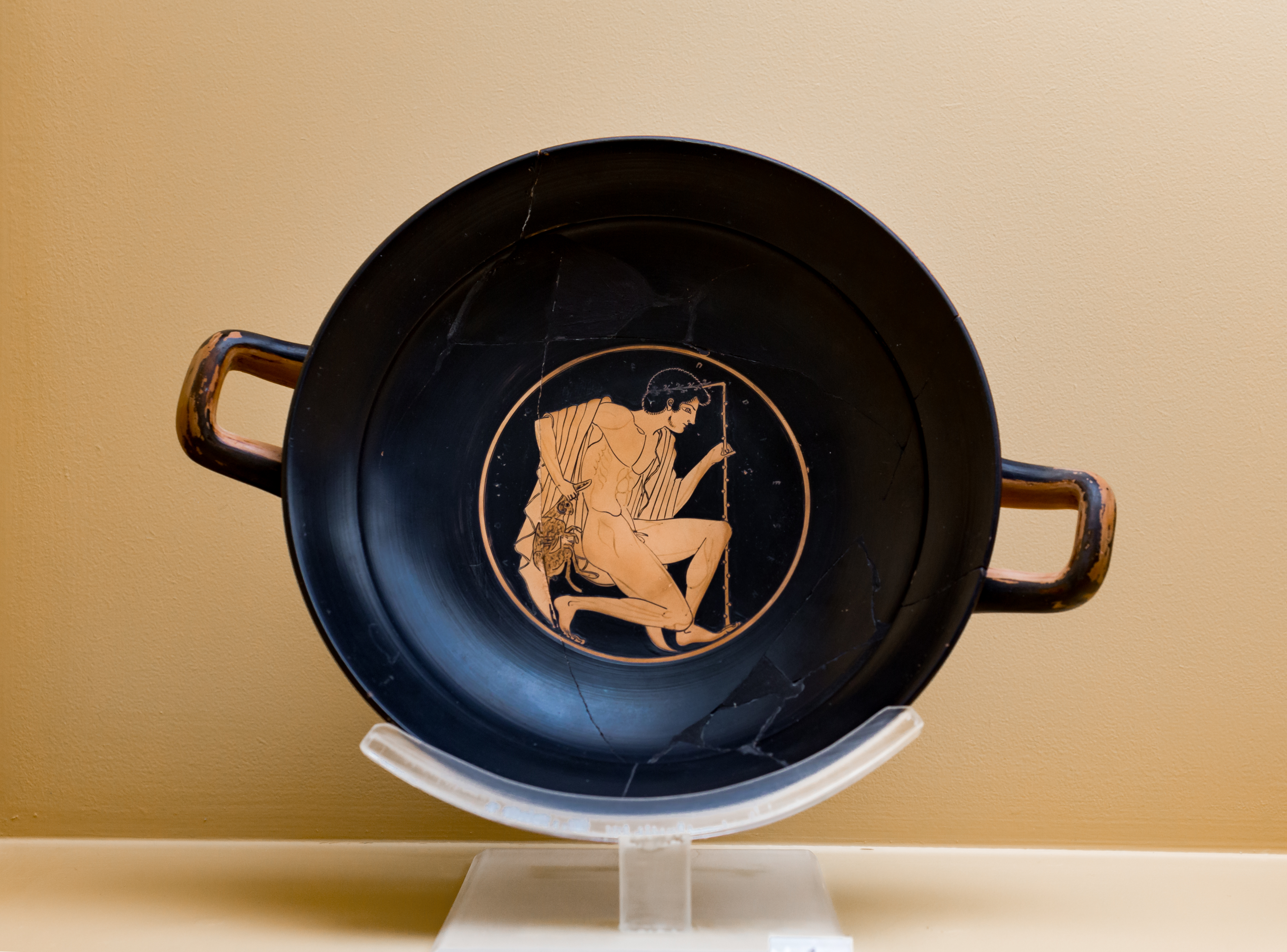
Schale des Gorgos, Athen, Agora-Museum, Innenseite

Gorgos (Γώργος) war ein griechischer Töpfer, der um 480 v. Chr. in Athen tätig war.
Er ist nur bekannt durch seine Signatur ΓΟΡΓΟΣ ΕΠΟΙΕΣΕΝ auf einer rotfigurigen Schale kleinen Formats von der Athener Agora (heute Athen, Agora-Museum P 24113). Die Zuschreibung an einen bestimmten Maler ist umstritten, meist wurde die Schale dem Berliner Maler zugeschrieben, in jüngerer Zeit jedoch eher einem anderen unbekannten Maler.